# Gabriel Abossolo
Gabriel Abossolo   (Yaoundé, 16 de gener de 1939 - Yaoundé, 9 de novembre de 2014) fou un futbolista camerunès de la dècada de 1960.
Fou internacional amb la selecció de futbol del Camerun.
Pel que fa a clubs, destacà a FC Girondins de Bordeus.